# L’Orée-d’Écouves
L’Orée-d’Écouves ist eine französische Gemeinde mit 730 Einwohnern (Stand: 1. Januar 2022) im Département Orne in der Region Normandie. Sie ist dem Arrondissement Alençon und dem Kanton Magny-le-Désert zugehörig.
Sie entstand mit Wirkung vom 1. Januar 2019 als Commune nouvelle durch die Zusammenlegung der früher selbstständigen Gemeinden Fontenai-les-Louvets, Livaie, Longuenoë und Saint-Didier-sous-Écouves, die in der neuen Gemeinde den Status einer Commune déléguée haben. Der Verwaltungssitz befindet sich im Ort Livaie.

## Gliederung
| Ortsteil                  | ehemaliger INSEE-Code | Fläche (km²) | Einwohnerzahl |
| ------------------------- | --------------------- | ------------ | ------------- |
| Fontenai-les-Louvets      | 61172                 | 18,77        | 277           |
| Livaie (Verwaltungssitz)  | 61228                 | 12,46        | 215           |
| Longuenoë                 | 61231                 | 04,44        | 105           |
| Saint-Didier-sous-Écouves | 61383                 | 08,78        | 133           |

## Geografie
L’Orée-d’Écouves liegt etwa dreizehn Kilometer nordwestlich von Alençon und wird umgeben von den Nachbargemeinden La Lande-de-Goult und Tanville im Norden, Le Bouillon im Nordosten, Saint-Nicolas-des-Bois im Osten, Cuissai und Saint-Denis-sur-Sarthon im Süden, La Roche-Mabile im Südwesten, Saint-Ellier-les-Bois im Westen sowie Rouperroux im Nordwesten.

## Sehenswürdigkeiten

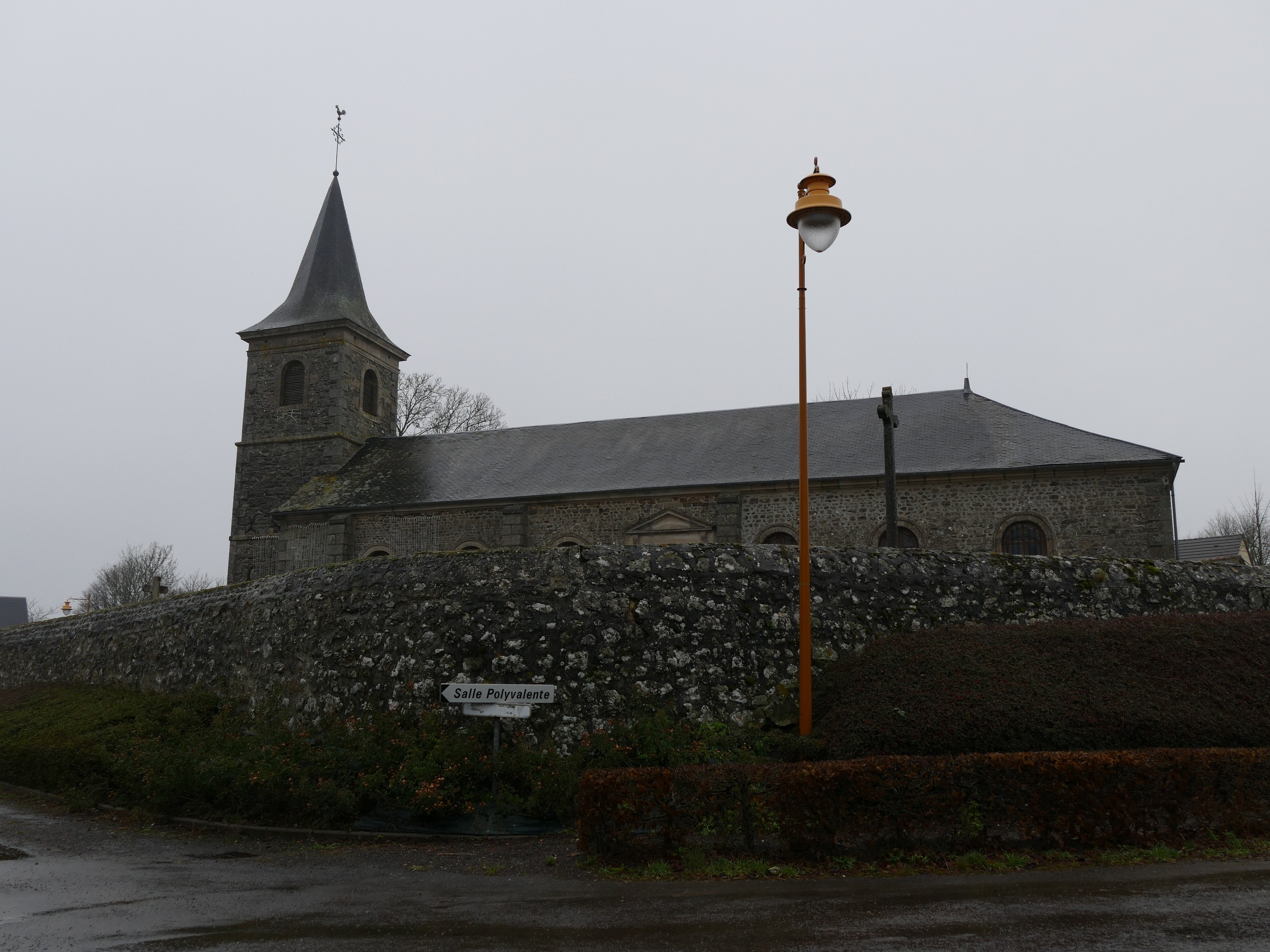
Kirche Saint-André

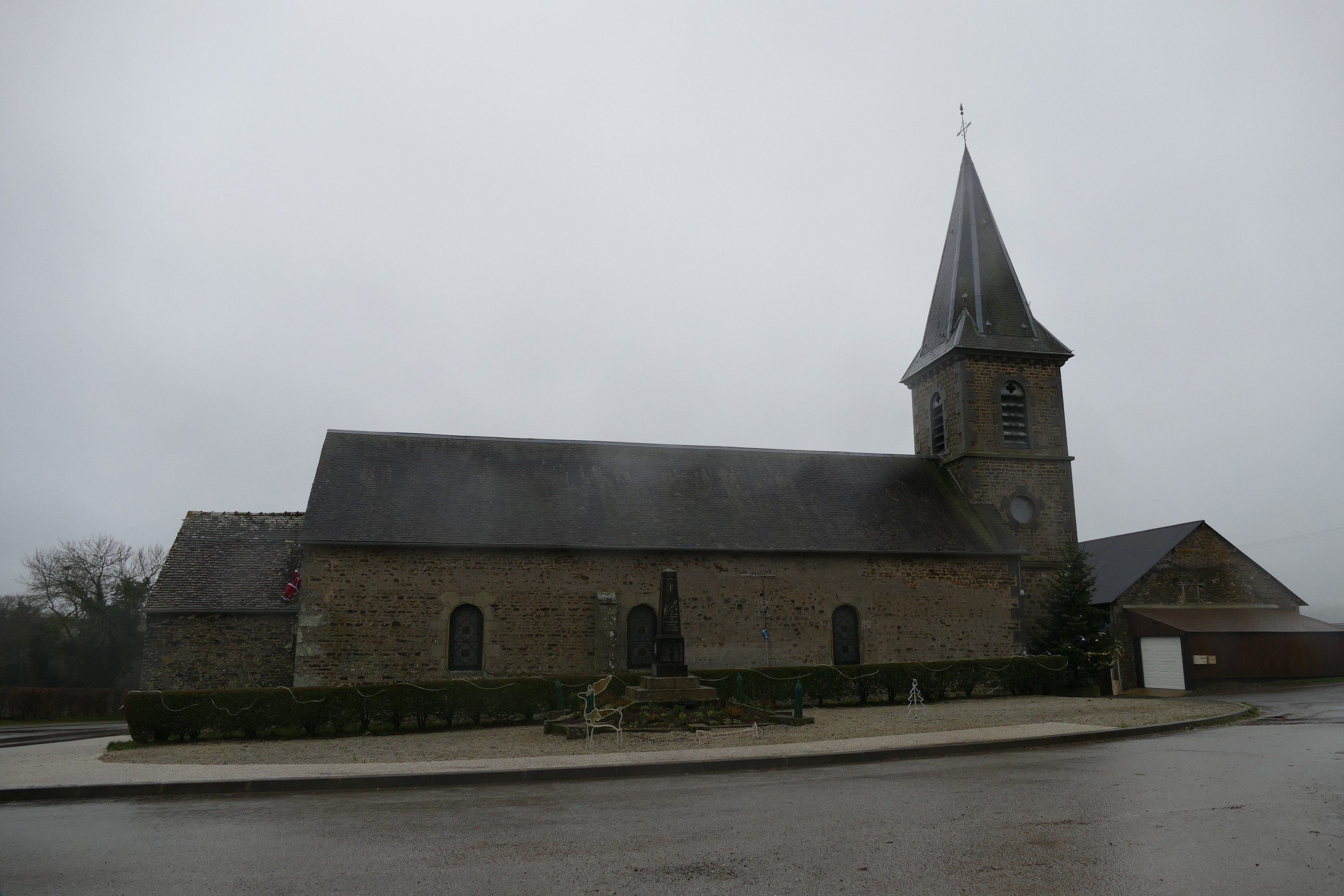
Kirche Saint-Pierre

### Fontenai-les-Louvets
- Kirche Notre-Dame

### Livaie
- Kirche Saint-André aus dem 19. Jahrhundert

### Longuenoë
- Kirche Saint-Pierre

### Saint-Didier-sous-Écouves
- Kirche